# 鲑点石斑鱼
鲑点石斑鱼（学名：Epinephelus trimaculatus），又名三斑石斑魚，為輻鰭魚綱鱸形目鱸亞目鮨科的其中一種，分布於西北太平洋區，包括日本南部、韓國、台灣、中國海域，棲息深度可達30公尺，體長可達50公分，生活在珊瑚礁區，為底棲性魚類，屬肉食性，生活習性不明，可做為食用魚。

## 擴展閱讀
維基物種上的相關：三斑石斑魚